# Entropiekraft
Die Entropiekraft oder auch entropische Kraft hat ihre Ursache in der thermischen Bewegung der Teilchen unter einem von außen angelegten Zwang.

## Mathematische Formulierung
Die dem Makrozustand {\displaystyle {\vec {X}}_{0}} zugeordnete entropische Kraft {\displaystyle {\vec {F}}({\vec {X}}_{0})} ist gegeben durch den negativen Gradienten {\displaystyle -\nabla } des Beitrages {\displaystyle -T\cdot S} der Entropie {\displaystyle S} zur
- Freien Energie {\displaystyle F=U-T\cdot S} im kanonischen Ensemble
- Freien Enthalpie {\displaystyle G=H-T\cdot S} im isotherm-isobaren Ensemble
- großkanonischen Potential {\displaystyle \Omega =U-T\cdot S-\mu \cdot N} im großkanonischen Ensemble,[1]

jeweils:
{\displaystyle {\begin{aligned}{\vec {F}}({\vec {X}}_{0})&=-\nabla _{\vec {X}}\left(-T\cdot S({\vec {X}})\right)|_{{\vec {X}}_{0}}\\&=T\cdot \nabla _{\vec {X}}\;S({\vec {X}})|_{{\vec {X}}_{0}}\end{aligned}}}
mit
- {\displaystyle {\vec {X}}_{0}} der betrachtete Makrozustand
- {\displaystyle T} die Temperatur
- {\displaystyle S({\vec {X}})} die Entropie, die dem Makrozustand {\displaystyle {\vec {X}}} zugeordnet ist.

Damit wirkt die entropische Kraft für {\displaystyle T>0} entlang des steilsten Anstiegs der Entropie im Raum der Makrozustände.

## Beispiele

### Polymere
Die Zugkraft eines Gummis oder auch eines einzelnen Polymers beruht auf der Entropie, indirekt also auf der Energie des Wärmebades, im Gegensatz zu einer harten Feder, deren Kraft ihre Ursache in der gespeicherten Verzerrungsenergie hat.
Bei Polymeren ist der Zwang dadurch gegeben, dass es aufgrund der äußeren Zugkraft gestreckt wird
und damit weniger mikroskopische Konfigurationen zur Verfügung stehen.
Die Entropiekraft kann abhängig vom zugrundegelegten Polymermodell eine unterschiedliche Darstellung haben. Allen gemeinsam ist, dass für mäßig gestreckte Polymere ein Hookesches Gesetz mit temperaturabhängiger Federkonstante {\displaystyle D(T)} gilt. Bei der Temperatur {\displaystyle T} wirkt also auf ein Polymer mit {\displaystyle N} Segmenten der effektiven Länge {\displaystyle b} und dem End-zu-End Abstand {\displaystyle x} die Kraft
{\displaystyle F=D(T)\cdot x={\frac {3\cdot k_{\mathrm {B} }\cdot T}{N\cdot b^{2}}}\cdot x}
mit der Boltzmann-Konstanten {\displaystyle k_{\mathrm {B} }.}
Siehe auch: Entropieelastizität

### Osmose
Entropische Kräfte treten auch bei der Osmose auf. Triebkraft osmotischer Prozesse ist ein Gradient des chemischen Potentials zwischen den, durch eine semipermeable Membran, getrennten Phasen. Zwang entsteht durch die semipermeable Membran: auch hier ist also der Konfigurationsraum eingeschränkt für Teilchen, die die Membran nicht durchqueren können. Durch den Einstrom des Lösungsmittels in die Phase mit niedrigerem Potential erhöht sich die Entropie des Gesamtsystems um die entsprechende Mischungsentropie.

### Gravitation
Erik Verlinde beschrieb 2009 die Gravitation als entropische Kraft. In der Stringtheorie sind Raumzeitkoordinaten Felder, die aus einer zugrundeliegenden Theorie hervorgehen. In Analogie zur Beschreibung von schwarzen Löchern wird das Holographische Prinzip auf masse-enthaltende Raumzeitbereiche angewandt und die Newtonsche Gravitationsgleichung hergeleitet. Durch ihr Verhalten in Bereichen extrem schwacher Gravitation (interstellarer Raum) bietet die Entropische Gravitation eine mögliche Erklärung für die Rotationskurven von Galaxien, ohne auf dunkle Materie zurückgreifen zu müssen.

### Hydrophober Effekt
Die Erklärung des hydrophoben Effektes, welche auf die Entropie als Erklärung zurückgreift, verwendet als Erklärung praktisch gesehen eine entropische Kraft.

### Verarmungskräfte

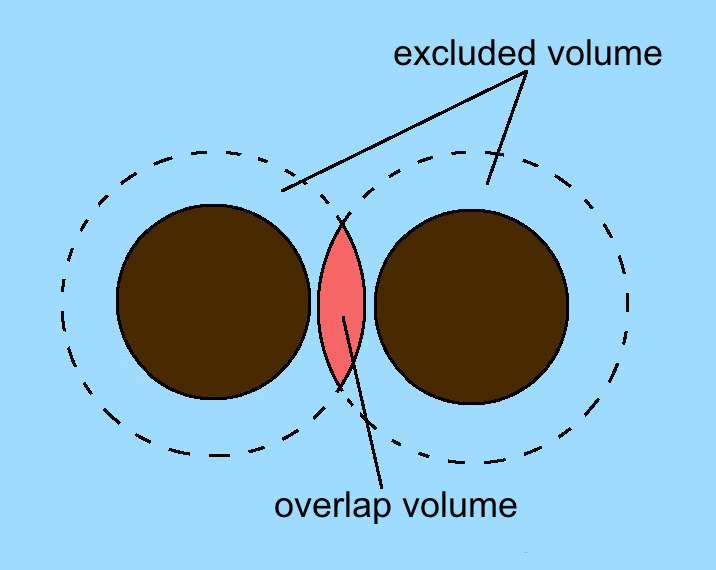
Überlappung der ausgeschlossenen Volumina zweier großer Kugeln

Eine Verarmungskraft in einer bidispersen Suspension von z. B. harten Kugeln ist eine entropische Kraft. Verarmungskräfte können durch das Asakura-Oosawa-Modell (AO-Modell) beschrieben werden (im Rahmen der Näherungen des Modells). Der Kern des AO-Modells ist, dass für ein System hart wechselwirkender Teilchen im NVT-Ensemble die freie Energiedifferenz nur den entropischen Beitrag hat und dass dieser Beitrag mithilfe der Gleichung für die Entropie des idealen Gases (nichtwechselwirkende Punktteilchen) im NVT-Ensemble erhalten werden kann, indem man die Ausdehnung der Kugeln von Hand mithilfe der Idee der ausgeschlossenen Volumen berücksichtigt. Die ausgeschlossenen Volumen sind die Volumen, die für die Schwerpunkte der kleinen Teilchen nicht zugänglich sind, da sich Teilchen mit einem harten Wechselwirkungspotential in einem physikalischen System nicht überlappen können.
Überlappen zwei ausgeschlossene Volumen mit der Überlappung {\displaystyle \Delta V}, so steht den kleinen Kugeln mehr Bewegungsfreiheit zur Verfügung: sie können sich jetzt effektiv im Volumen {\displaystyle V+\Delta V} bewegen.
Damit erhält man eine Differenz der freien Energie zwischen einem Zustand mit überlappendem ausgeschlossenen Volumen und einem Zustand ohne Überlappung:
{\displaystyle \Delta F=-TNk_{\mathrm {B} }\ln \left({\frac {V+\Delta V}{V}}\right),}
wobei {\displaystyle \Delta V} von der Geometrie der suspendierten Teilchen und der betrachteten Geometrie abhängt.
Beispielsweise ist {\displaystyle \Delta V} für eine große Kugel vor einer Wand (mit kleinen Kugeln als depletion agent) gegeben durch das Volumen des Kugelsegments des Überlapps der ausgeschlossenen Volumen der großen Kugel und der Wand.